# Conus ceruttii
Conus ceruttii is een in zee levende slakkensoort uit het geslacht Conus. De slak behoort tot de familie Conidae. Conus ceruttii werd in 1997 beschreven door Cargile. Net zoals alle soorten binnen het geslacht Conus zijn deze slakken roofzuchtig en giftig. Zij bezitten een harpoenachtige structuur waarmee ze hun prooi kunnen steken en verlammen.